# Pink Freud
Pink Freud (Пінк Фро́йд) — польський джазовий гурт із Ґданська.

## Учасники
Теперішні
- Войцех Мазолевський (Wojciech Mazolewski) — бас-гітара, контрабас, loop sampler
- Томаш Зєнтек (Tomasz Ziętek) — труба, синтезатор, електроніка
- Куба Старушкевич (Kuba Staruszkiewicz) — перкусія
- Адам Мільвів Барон (Adam Milwiw Baron) — труба

Колишні
- Томаш Дуда (Tomasz Duda) — саксофон
- Марцін Масецький (Marcin Masecki) — клавішні
- Юлія Зєнтек (Julia Ziętek) — смичкові
- Едита Чернєвич (Edyta Czerniewicz) — смичкові

## Дискографія
Студійні
- 2001 — Zawijasy
- 2003 — Sorry Music Polska
- 2005 — Jazz Fajny Jest (Remix / Live Album)
- 2007 — Punk Freud
- 2010 — Monster Of Jazz
- 2012 — Horse & Power
- 2016 — Pink Freud Plays Autechre
- 2020 — piano forte brutto netto

Концертні
- 2002 — Live in Jazzgot
- 2008 — Alchemia
- 2017 — Punkfreud Army